# Valerius De Saedeleer
Valerius De Saedeleer (Alost 1867 – Leupegem 1941) est un peintre belge.

## Biographie

### Jeunesse
Son père même est cause de ses premières difficultés. Directeur d'une fabrique de savon à Alost, l'homme têtu et bien-pensant est effrayé bientôt par l'incontinence des désirs, des rêves et des talents de son fils qui, adolescent, veut déjà se consacrer à l'art. Le père condamne ce désir et oblige son fils à un apprentissage à Gand dans la firme textile De Leener, alors qu'il a à peine quitté l'école primaire. Mais Valerius abandonne bien vite cet emploi, ainsi que les cours de tissage à l'école industrielle et se fait inscrire comme élève aux Académies d'Alost et de Gand. Le père cependant se montre intraitable jusqu'à ce que son fils quitte Alost et parte pour Bruxelles où il suit les cours de peinture du paysagiste Franz Courtens et débute dans le sillage de l'impressionnisme. Grâce à son entêtement, Valerius De Saedeleer conquiert sa liberté dès 1887 et il lui est loisible de se consacrer entièrement à l'art,.

### Le jeune adulte

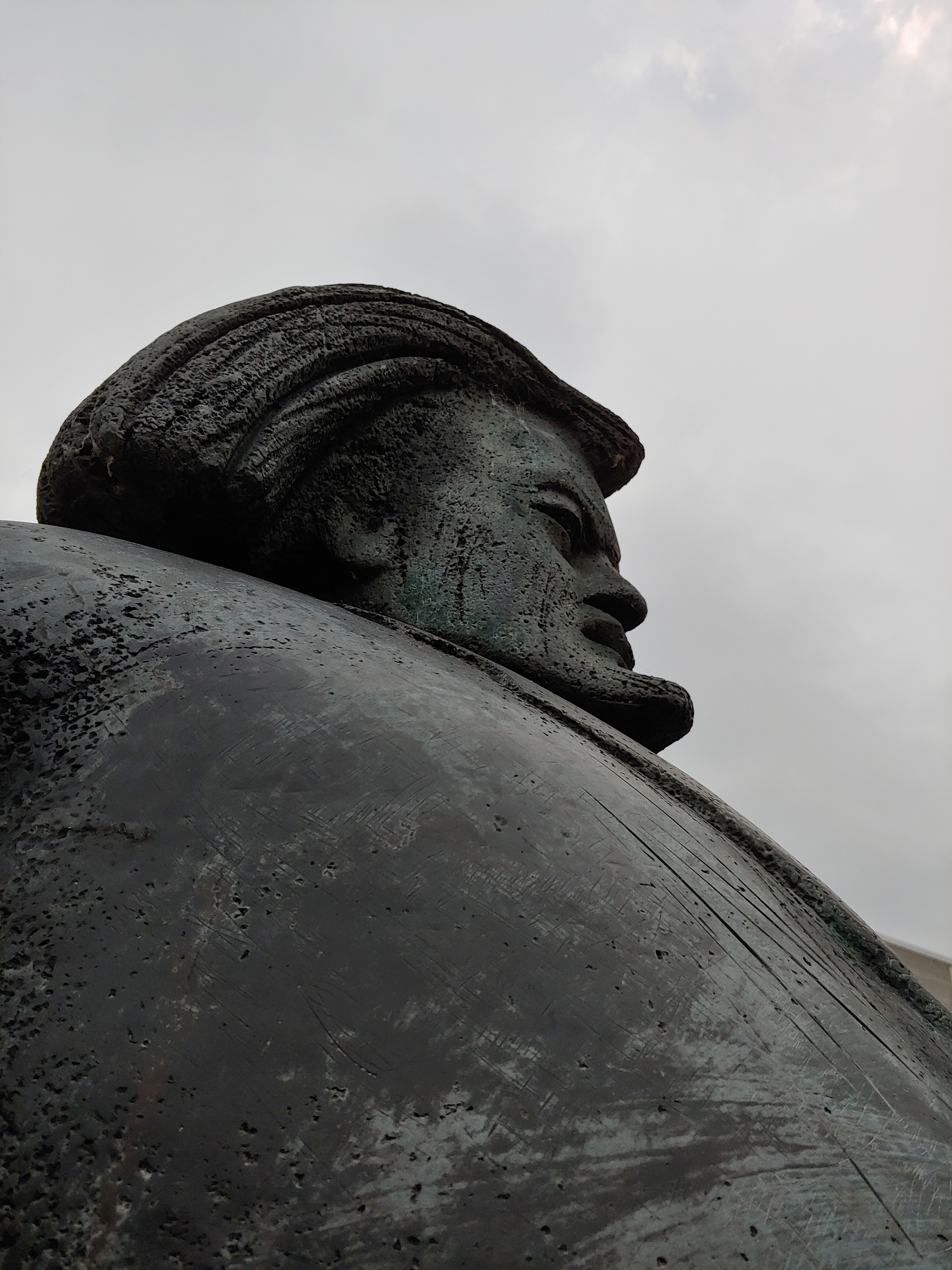
Statue De Saedeleer.

Non satisfait de son œuvre — il est influencé tour à tour par Henri De Braekeleer, Franz Courtens et Émile Claus — il erre d'une ville à l'autre. Avec Courtens il travaille successivement dans les villages hollandais de Vogelzang et de Philippine et à Termonde ; il œuvre à Hamme et Bornem, Gand, Blankenberghe. À Alost, il épouse en 1889 une jeune fille de caractère indépendant, Clémentine Limpens, elle aussi d'humeur narquoise et volage. Poursuivi pour n'avoir pas payé son loyer, il émigre en 1892 à Saint-Denis-Westrem. La longue série de ses déménagements commence. D'Afsnee il se rend une première fois — nous sommes en 1893 — à Laethem-Saint-Martin dans une chaumine délabrée. Il occupe successivement plusieurs greniers à Gand, puis se rend de 1901 à 1904 à Lissewege, où il occupe une maison aux murs blanchis à la chaux, aux volets verts, une maison pittoresque et joyeuse. Après une nouvelle et brève apparition à Gand et malgré sa manie des déplacements, il fait à Laethem un séjour prolongé. La maison qu'il y occupe pendant dix ans, de 1898 à 1908 est située à l'un des plus beaux coudes de la Lys, presque à l'ombre de l'église du village. Elle a l'allure d'une ferme, et là Valerius élève lapins, poules et chèvres et regarde mûrir les fruits de son verger. Jusqu'alors occasionnellement orageuse, l'atmosphère du ménage s'apaise et des fillettes y naissent et grandissent. Valerius est un homme simple, un paisible, un révolté malgré lui, un mal-à-l'aise dans les compromis qu'exige la vie,. 

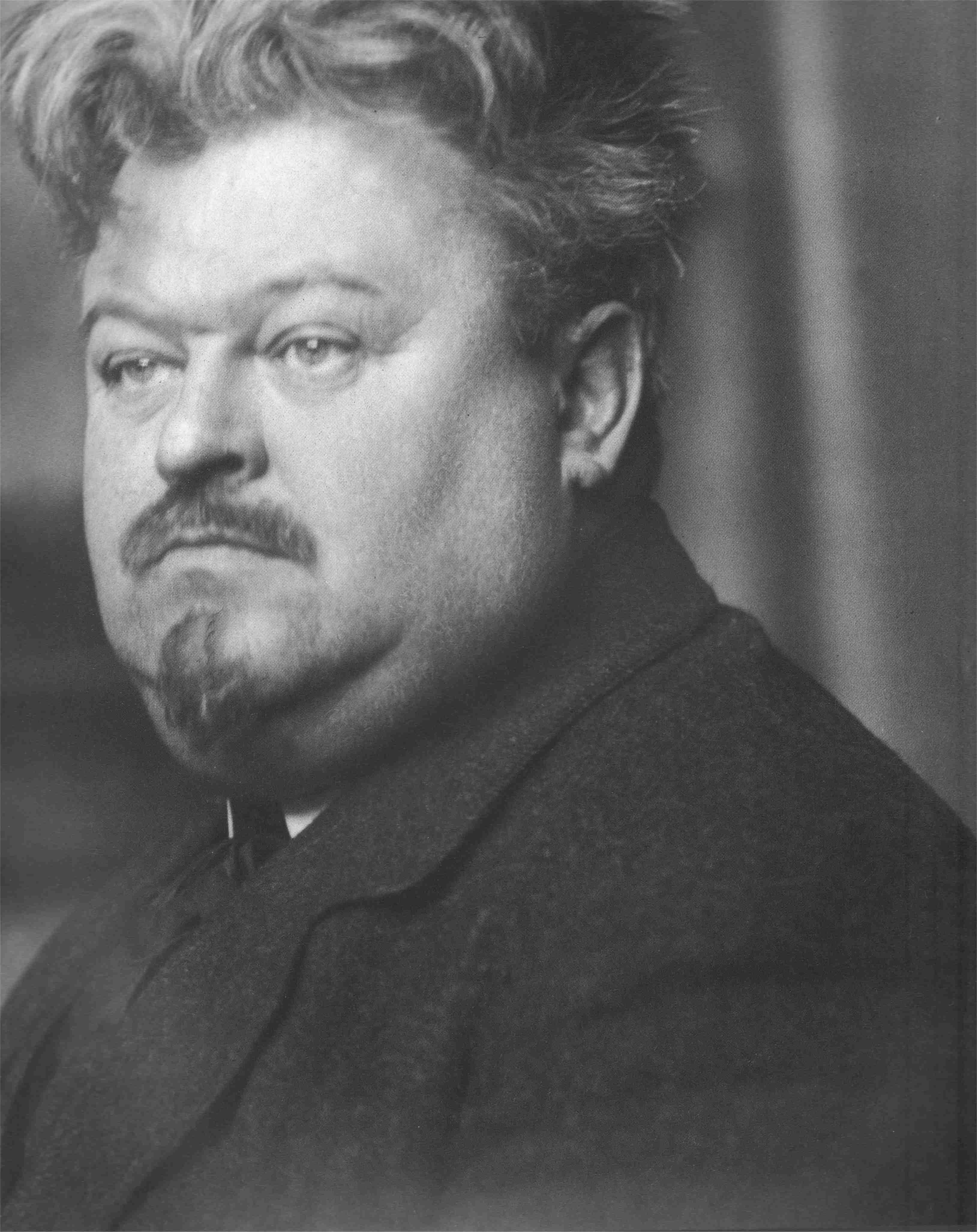
Valerius De Saedeleer.

### Portrait
Dans les années 1890, sa nature capricieuse se mue en une certaine fermeté, grâce au socialisme naissant. Arrivé à Gand, il rallie le parti socialiste et aime à proclamer des idées qui penchent vers l'anarchie plutôt que vers le collectivisme : il aspire à un monde propre et bien rangé, le monde qu'il créera un jour sur ses toiles. Revenu en 1904 de son escapade à Lissewege, ayant passé par une crise aiguë de conscience, l'ancien anarchiste et bagarreur retrouve finalement la paix en retournant au catholicisme, la religion de sa prime enfance. 
Regarder vivre Valerius De Saedeleer est un plaisir que ses familiers savourent sans cesse, tant il est épanoui, rond, gras, jovial, avec cependant quelque chose de fin et de naturellement distingué. Au cours de la conversation, ses doigts musculeux malmènent une barbiche au poil dur, passent sur son large visage et s'en vont ratisser vigoureusement une abondante crinière aux cheveux épais. Petits et très rapprochés, le nez, la bouche et les yeux semblent avoir été finement dessinés comme du bout d'un pinceau très pointu dans une face large et charnue, une face d'un rouge-rose de brique bien cuite. Type accompli du Flamand enjoué et plantureux, il n'est aucunement bruyant ni grossier, ni buveur. Tout au contraire, il mène une vie tranquille, mesurée, une vie d'où tout excès est soigneusement banni. Il aime que sa femme, tout aussi corpulente que lui (une mère attentive et rieuse, un cœur simple) s'installe près de lui et reste de longues heures la main posée dans la sienne. D'une déconcertante insouciance, il ferme volontiers les yeux devant les ennuis. 
Proche de la nature, il ne s'embarrasse de rien de superflu, porte dans la vie journalière des sabots et très couramment une salopette bleue admirablement patinée par de multiples taches de couleur et délavée par de nombreuses lessives et, l'été, un grand chapeau de paille, coiffure des moissonneurs. Il passe de longues matinées dans son atelier, de toutes petites lunettes de fer soigneusement posées au bout de son nez. C'est dans le silence le plus absolu qu'il poursuit son travail. Ses après-midi, il les emploie à flâner, à fumer une énorme bouffarde, à lire, à jouer aux cartes, à raconter des histoires,. 

## Son parcours de peintre

### À Laethem-Saint-Martin
À Gand, Valerius avait vécu la vie de bohème avec un fidèle camarade d'académie qu'il attire à Laethem dès 1898 : George Minne. Les deux amis ont presque le même âge, mais en art De Saedeleer n'a encore rien exécuté qui vaille, tandis que Minne a déjà produit des œuvres marquantes bien personnelles. En 1899, les frères Karel et Gustave Van de Woestijne rejoignent Laethem et viennent grossir le premier groupe de Laethem, le bourgmestre Van den Abeele, George Minne et De Saedeleer. Le contact de Gustave Van de Woestijne, l'influence des primitifs flamands et surtout le tableau de Breugel Les chasseurs dans la neige l'orientent dès lors vers un type de paysage très dépouillé, dont les motifs sont soumis à une écriture fine et précise, dans une atmosphère sensibilisée par la lumière. 

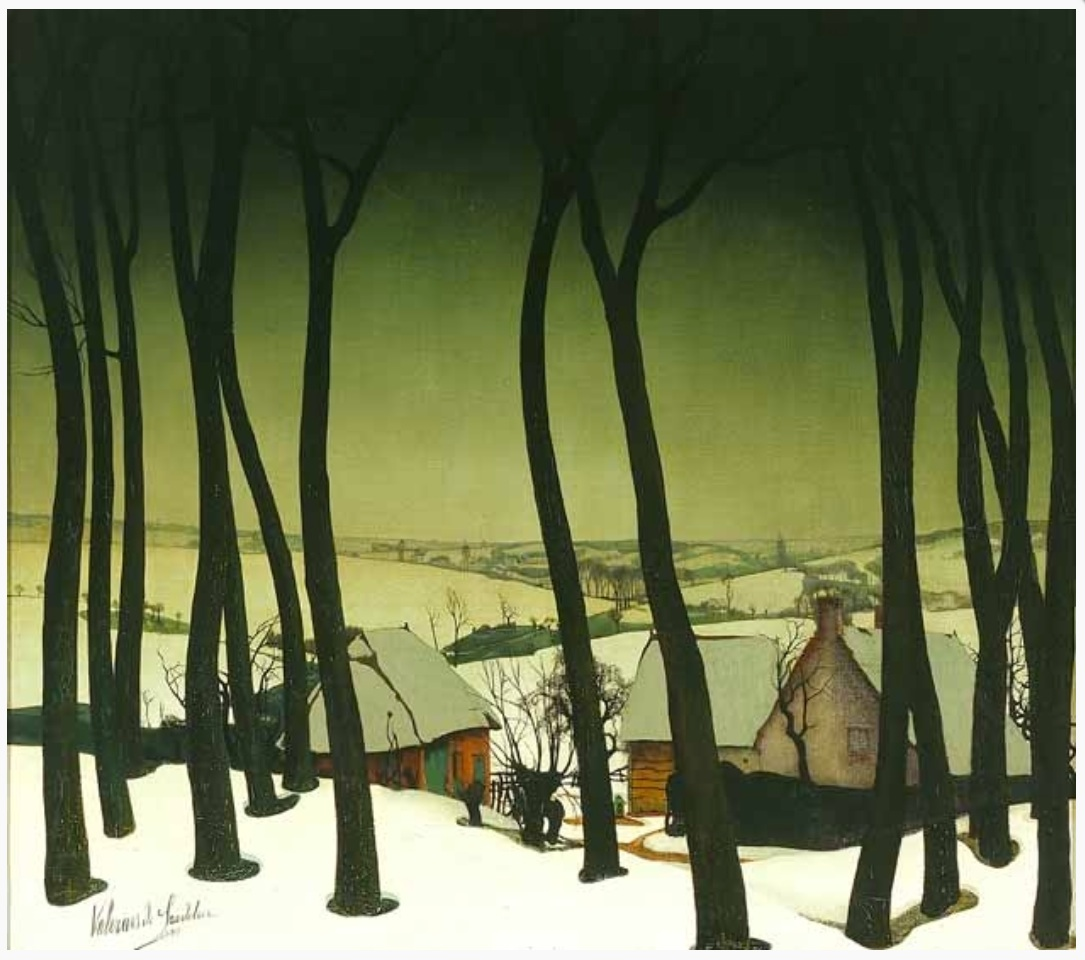
Hiver en Flandre.

En 1904, il abandonne définitivement sa première manière, proche de la technique déliée et superficielle de Courtens et s'applique à des paysages de style sévère. C'est seulement alors — toute trace d'impressionnisme ayant cette fois disparu de sa peinture — que sa vraie carrière commence. Il confie : « Je peignis mon Soir calme sur la rivière, la toile que je considère comme le début de mon travail, en 1904. Là commence mon chemin personnel. Minne trouva sa voie beaucoup plus tôt. Moi, j'avais déjà 37 ans (...) ». C'est sa plus belle époque, celle du Triptyque de la Lys, de La ferme au bord de la rivière, de La ferme dans la neige, du Verger en hiver, du Verger fin d'hiver, de L'orage au printemps, de La fin d'un jour d'été,.

### À Tiegem et Etikhove
En 1908, De Saedeleer se transporte à Tiegem, proche de Laethem. 
Il passe les années de guerre au Pays de Galles, grâce à l'entremise de la mécène Margaret Davies, en compagnie de Gustave et Minnie Van de Woestijne, de 1914 à 1919. Devant la mutité du paysage qu'il a devant lui, il se laisse aller à peindre de mémoire des aspects de sa Flandre tant aimée . Mais la mémoire seule ne peut pas pourvoir à tout ce qu'il lui a fallu pour faire ses meilleurs tableaux. Ses moins bonnes toiles d'alors sont doucereuses et entachées d'un symbolisme sentimental où se retrouvent d'inquiétantes réminiscences du préraphaélisme anglais. 
À son retour, la famille De Saedeleer occupe une maison appelée Tynlon — en gallois : le long du chemin — située à Etikhove au sommet d'une colline, une des plus belles parties de la région dénommée Les Ardennes flamandes, entre Renaix et Audenarde. Il y est bientôt entouré d'un groupe de jeunes artistes et d'intellectuels qui feront d'Etikhove une sorte de précaire et nouveau Laethem. Dès 1920, ses filles qui ont grandi et ont appris le tissage en Angleterre, s'activent à façonner des tapis et des tissus d'art. Mais lui continue à exécuter des tableaux correctement mis en page, patiemment dessinés et coloriés, poncés et vernis, mais il se répète et il arrive qu'il apparaît comme son propre plagiaire. L'insaisissable petite flamme de l'esprit ne court plus sur et sous l'enduit de la toile. À partir de 1935, sous le coup d'attaques bénignes mais répétées, sa santé s'altère. Installé à Leupegem chez une de ses filles et malgré sa santé déclinante, il se remet parfois au travail. On l'enterre d'abord à Etikhove d'où ses restes seront exhumés afin d'être transférés à Alost, sa ville natale. 

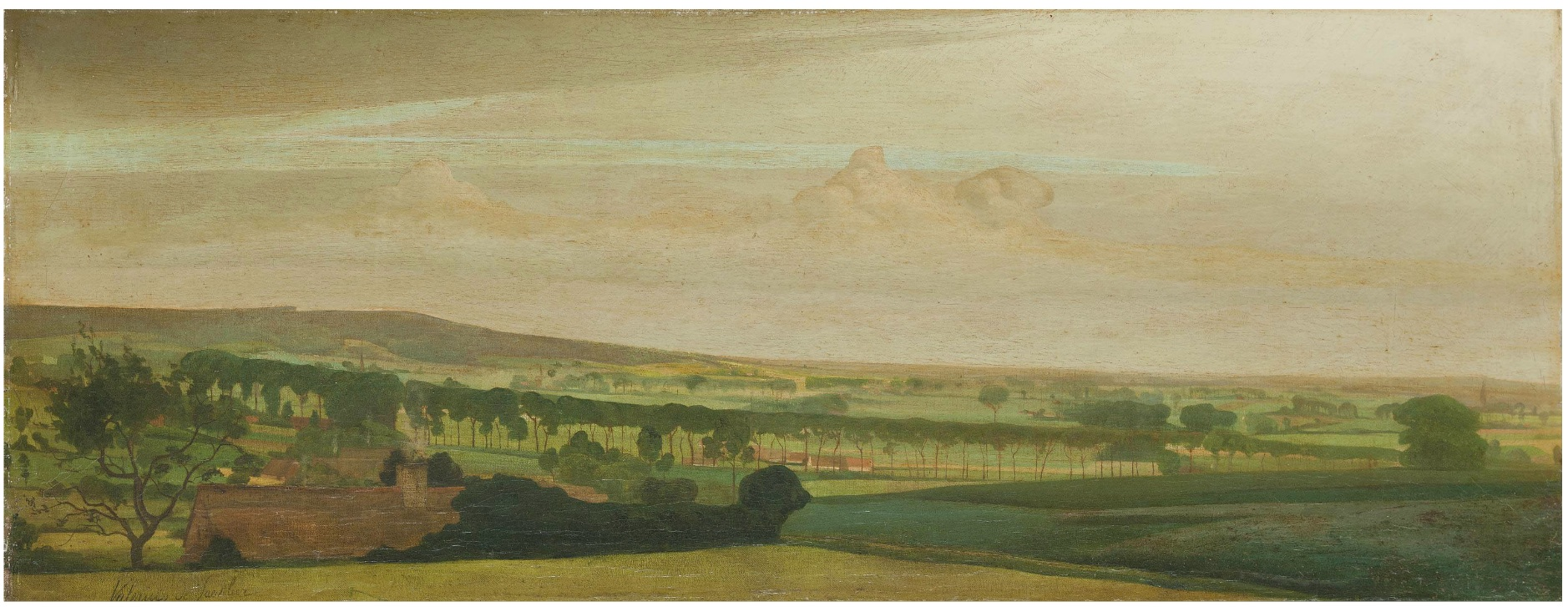
Panorama de Tiegem

## Son œuvre

### Type

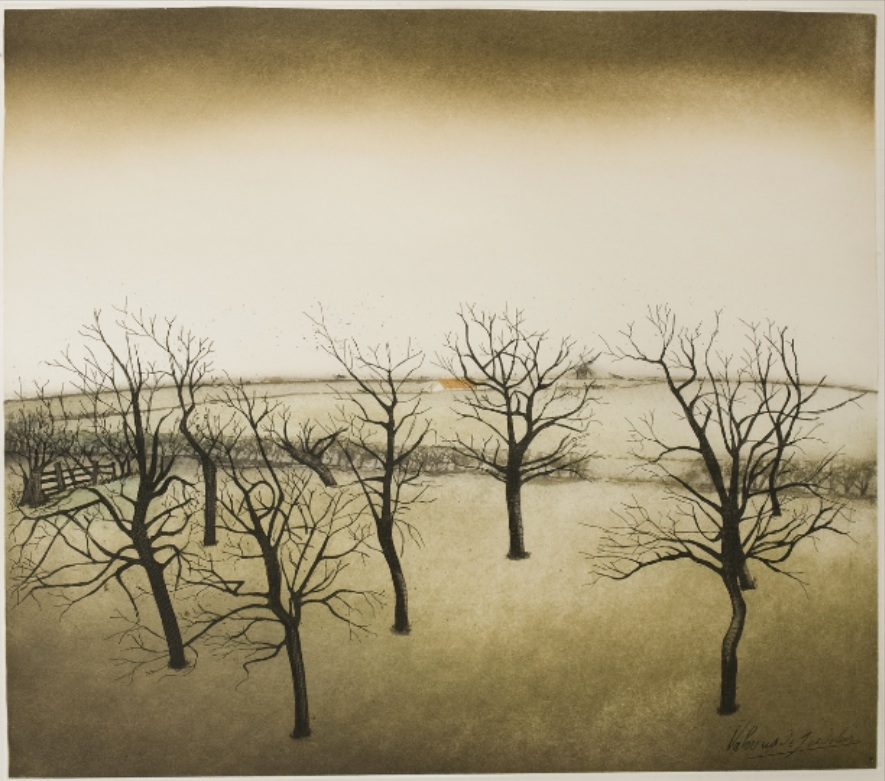
Verger en hiver

Valerius De Saedeleer est le créateur d'un seul type de paysage aux versions diverses mais presque identiques, d'un type de paysage avec sa technique, sa tonalité, sa composition, sa sensibilité, sa signification et sa poésie propres, d'un type de paysage repris avec plus ou moins de bonheur, toujours repris. Voilà en quoi consiste essentiellement, dans son étendue et dans ses limites, l'apport artistique de cette nouvelle personnalité laethemoise. 
Un grand ciel généralement sombre dans le haut et clair dans le bas, une bande de terre immense, quelques arbres et quelques maisons, parfois de la verdure de printemps ou d'été mais le plus souvent de la neige, tels sont, à quelques variantes près, les éléments essentiels de son sempiternel et unique tableau. Il suffira d'étudier cette seule œuvre toujours refaite, révisée sans cesse avec le désir de la parfaire et d'en tirer toutes les modulations possibles pour avoir le fin mot de l'art de son auteur. 

### Dans les collections publiques

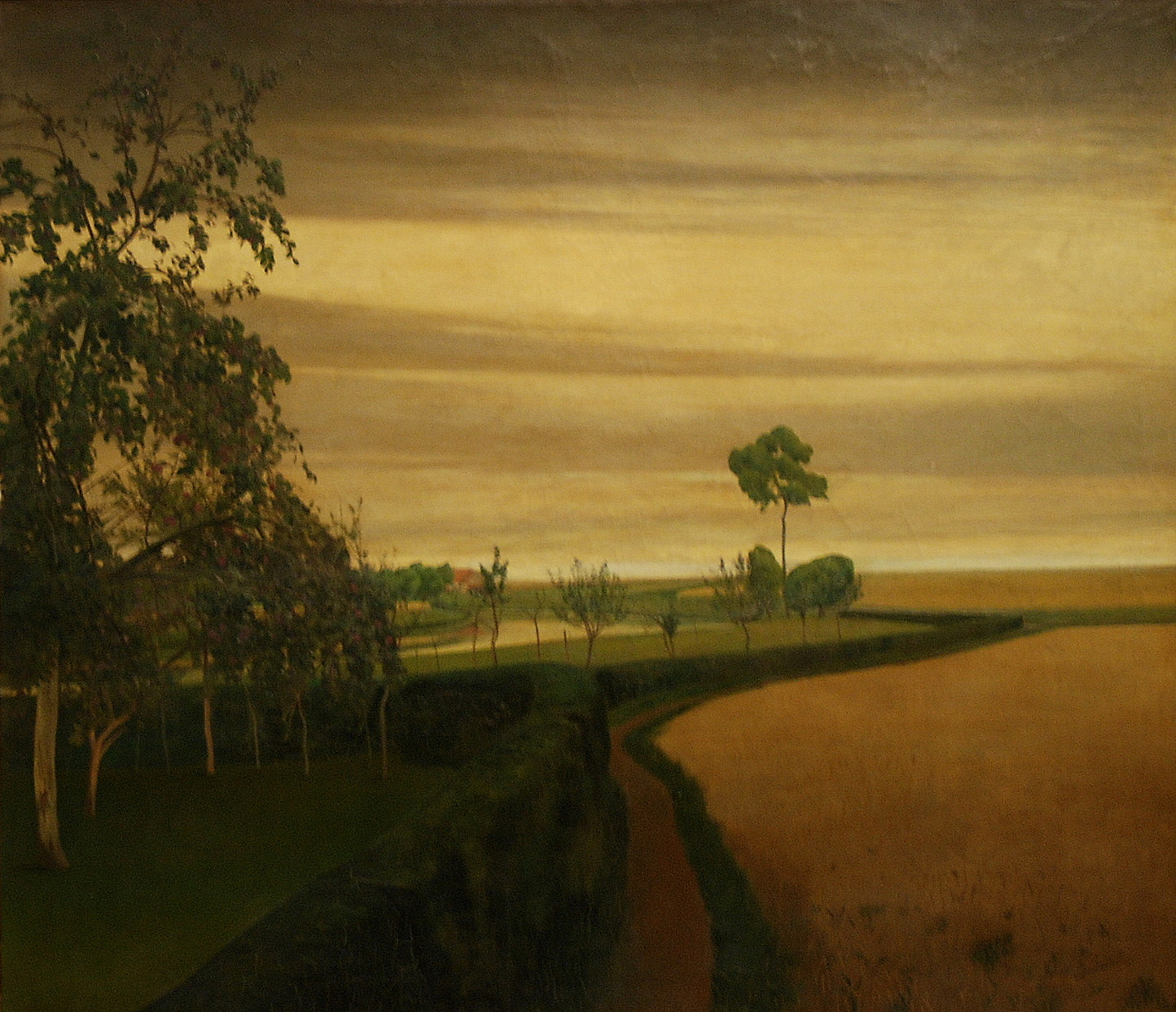
Fin d'un jour gris.

- Orage sur Laethem, 1904-1905, huile sur toile, 66 × 150 cm, Musée des Beaux-Arts de Gand[16]
- Neige en Flandre, Verger en hiver, Avant le printemps : au Musée royal des beaux-arts d'Anvers
- La lys à Laethem-Saint-Martin, Fin d'un jour gris, Paysage d'hiver, La maison rouge : au Musée des beaux-arts de Gand
- Canards sur la Lys : Musée de Deinze et du Pays de la Lys
- Paysage de neige, Campagne à Etikhove : Musée d'art wallon, Liège
- Paysage après l'orage, L'hiver en Flandre : Musées royaux des beaux-arts de Belgique

## Expositions de ses œuvres
En 1906 : Munich et Paris
En 1930 : au Palais des beaux-arts de Bruxelles, l'exposition rétrospective intitulée Les tapis de Saedeleer réunit des tapis des Flandres réalisés au point noué, notamment d'après des cartons de Gustave Van de Woestijne, Gustave De Smet, Edgard Tytgat, Vlaminck, Lhote, Sluyters, Zadkine.
Au fil des ans, les nombreuses expositions de peintures de l'école de Laethem-Saint-Martin présentent ses œuvres, qui transpirent son attachement au pays flamand.
À partir de 1963, le marché de l'art s'intéresse de plus en plus aux toiles de Valerius De Saedeleer.

## Distinction
- Chevalier de l'ordre de Léopold (14 avril 1920)[19].